# Mckenna Grace
Mckenna Grace (Austin, 25 giugno 2006) è un'attrice statunitense.

## Biografia
Nata in Texas, con la famiglia si trasferisce a Los Angeles, dove sostiene diversi provini. Inizia a recitare nel 2012, ottenendo un ruolo ricorrente nelle serie televisiva Disney XD Crash & Bernstein e interpretando il ruolo di Faith Newman nella soap opera Febbre d'amore. Nel 2016 partecipa al film di fantascienza Independence Day - Rigenerazione di Roland Emmerich, mentre l'anno seguente è protagonista assieme a Chris Evans del film Gifted - Il dono del talento. In televisione ha interpretato il ruolo di Emma Swan bambina in C'era una volta e interpreta la figlia del Presidente degli Stati Uniti d'America nella serie televisiva Designated Survivor.
Nel 2017 ha un ruolo di rilievo nell'horror Amityville - Il risveglio e interpreta il ruolo della giovane Tonya Harding nel film biografico Tonya. Dal 2018 al 2023 interpreta il ruolo della ragazzina rivale di Sheldon Cooper, Paige Swanson, nella serie Young Sheldon. Nel 2018 è stata protagonista della serie horror e drammatica The Haunting, nel ruolo della piccola Theodora, e del film TV The Bad Seed. Nel 2019 interpreta la tredicenne Carol Danvers nel film Captain Marvel. Nello stesso anno ottiene il ruolo di Judy Warren, la figlia dei demonologi Ed e Lorraine nel film horror Annabelle 3.
Nel 2020 è stato inoltre annunciato che Grace ottiene il ruolo della giovane acchiappafantasmi Phoebe Spengler, una dei due nipoti di Egon, nel film Ghostbusters: Legacy, diretto da Jason Reitman, uscito il 18 novembre 2021, e quella della piccola Christmas nel film Equipaggio zero, della piattaforma Prime Video. Nel 2024 è chiamata ad interpretare nuovamente Phoebe Spengler, nel film Ghostbusters - Minaccia glaciale, diretto da Gil Kenan.

## Filmografia

### Attrice

#### Cinema
- Goodbye World, regia di Denis Henry Hennelly (2013)
- Suburban Gothic, regia di Richard Bates Jr. (2014)
- Russell Madness, regia di Robert Vince (2015)
- Frankenstein, regia di Bernard Rose (2015)
- Mr. Church, regia di Bruce Beresford (2016)
- Independence Day - Rigenerazione (Independence Day: Resurgence), regia di Roland Emmerich (2016)
- Gifted - Il dono del talento (Gifted), regia di Marc Webb (2017)
- Amityville - Il risveglio (Amityville: The Awakening), regia di Franck Khalfoun (2017)
- How to Be a Latin Lover, regia di Ken Marino (2017)
- Tonya (I, Tonya), regia di Craig Gillespie (2017)
- Ready Player One, regia di Steven Spielberg (2018)
- The Bad Seed, regia di Robert Lowe (2018)
- Captain Marvel, regia di Anna Boden e Ryan Fleck (2019)
- Equipaggio zero (Troop Zero), regia di Bert & Bertie (2019)
- Annabelle 3 (Annabelle Comes Home), regia di Gary Dauberman (2019)
- Malignant, regia di James Wan (2021)
- Ghostbusters: Legacy (Ghostbusters: Afterlife), regia di Jason Reitman (2021)
- Crater, regia di Kyle Patrick Alvarez (2023)
- Ghostbusters - Minaccia glaciale (Ghostbusters: Frozen Empire), regia di Gil Kenan (2024)
- Five Nights at Freddy's 2, regia di Emma Tammi (2025)

#### Televisione
- Crash & Bernstein – serie TV, 15 episodi (2012-2014)
- Joe, Joe & Jane, regia sconosciuta – episodio pilota (2013)
- The Goodwin Games – serie TV, episodio 1x04 (2013)
- Mamma in un istante (Instant Mom) – serie TV, episodi 1x04-1x13 (2013-2014)
- Febbre d'amore (The Young and the Restless) – soap opera, 50 puntate (2013-2015)
- Love Is Relative, regia di Dan Mazer – episodio pilota (2014)
- Clementine, regia di Michael Dinner – film TV (2014)
- The Bridge – serie TV, episodio 2x10 (2014)
- CSI - Scena del crimine (CSI: Crime Scene Investigation) – serie TV, episodio 15x12 (2014)
- K.C. Agente Segreto (K.C. Undercover) – serie TV, episodio 1x04 (2015)
- The Vampire Diaries – serie TV, episodi 6x14-6x15 (2015)
- Babysitter's Black Book - Ragazze perdute (Babysitter's Black Book), regia di Lee Friedlander – film TV (2015)
- Genie in a Bikini, regia di Bennet Silverman – film TV (2015)
- Dog with a Blog – serie TV, episodio 3x16 (2015)
- C'era una volta (Once Upon a Time) – serie TV, 4 episodi (2015-2017)
- CSI: Cyber – serie TV, episodi 1x02-2x02-2x04 (2015)
- Marvel's Most Wanted, regia di Billy Gierhart – episodio pilota (2016)
- Teachers – serie TV, episodio 1x06 (2016)
- Bizaardvark – serie TV, episodio 1x10 (2016)
- Le amiche di mamma (Fuller House) – serie TV, 8 episodi (2016-2020)
- Designated Survivor – serie TV, 21 episodi (2016-2019)
- The Bad Seed – film TV, regia di Rob Lowe (2018)
- Young Sheldon – serie TV, 9 episodi (2018-2023)
- Le terrificanti avventure di Sabrina (Chilling Adventures of Sabrina) – serie TV, episodio 1x11 (2018)
- The Haunting – serie TV, 7 episodi (2018)
- Home Movie: The Princess Bride – miniserie TV, puntata 02 (2020)
- The Handmaid's Tale – serie TV, 6 episodi  (2021-2022)
- Just Beyond – serie TV, episodio 1x01 (2021)
- The Bad Seed Returns, regia di Louise Archambault – film TV (2022)
- A Friend of the Family – miniserie TV, 5 puntate (2022)

### Doppiatrice

#### Cinema
- Angry Birds - Il film (The Angry Birds Movie), regia di Clay Kaytis e Fergal Reilly (2016)
- Scooby! (Scoob), regia di Tony Cervone (2020)
- Spirit - Il ribelle (Spirit Untamed), regia di Elaine Bogan (2021)
- PAW Patrol - Il super film (PAW Patrol: The Mighty Movie), regia di Cal Brunker (2023)

#### Televisione
- Gravity Falls – serie animata, episodio 2x04 (2014)
- Clarence – serie animata, episodio 1x25 (2014)
- Pickle and Peanut – serie animata, episodi 1x02-1x07 (2015)
- The Lion Guard – serie animata, episodi 1x09-2x08 (2016-2017)
- Elena di Avalor (Elena of Avalor) – serie animata, episodi 1x03-2x14 (2016, 2018)
- Topolino e gli amici del rally (Mickey and the Roadster Racers) – serie animata, 9 episodi (2017-2021)
- Spirit & Friends – serie animata, 20 episodi (2022)
- Batman: Caped Crusader - serie animata, episodio 1x08 (2024)

## Discografia

### EP
- 2023 – Bittersweet 16
- 2023 – Autumn Leaves

### Singoli
- 2021 – Haunted House
- 2022 – Do all my friends hate me?
- 2022 – You Ruined Nirvana
- 2022 – Post Party Trauma
- 2022 – Self Dysmorphia
- 2022 – Ugly Crier
- 2023 – Checkered Vans
- 2023 – Casual Kisser
- 2023 – Bark to the Beat (con Blackbear)
- 2024 – Natalie
- 2024 – Loser

## Riconoscimenti
- Critics' Choice Awards
  - 2018 – Candidatura per il miglior giovane interprete per Gifted - Il dono del talento[1]

- Premio Emmy
  - 2021 – Candidatura per la miglior attrice ospite in una serie drammatica per The Handmaid's Tale[2]

## Doppiatrici italiane
Nelle versioni in italiano delle opere in cui ha recitato, Mckenna Grace è stata doppiata da:
- Anita Ferraro in Gifted - Il dono del talento, Tonya, Captain Marvel, Equipaggio Zero, Just Beyond, Crater
- Lucrezia Roma in Designated Survivor, The Haunting, Annabelle 3, Ghostbusters: Legacy, Ghostbusters - Minaccia glaciale
- Sara Vidale in Young Sheldon
- Sara Tesei in C'era una volta
- Chiara Fabiano in CSI: Cyber
- Arianna Vignoli in K.C. Agente Segreto
- Alice Porto in Crash & Bernstein
- Carolina Gusev in Amityville - Il risveglio
- Giada Bonanomi in Mamma in un istante
- Lucrezia Marricchi in A Friend of the Family

Da doppiatrice è sostituita da:
- Emanuela Ionica in Spirit - Il ribelle
- Arianna Vignoli in The Lion Guard
- Nina Zoe Di Naccio in Scooby!
- Roberta De Roberto in PAW Patrol - Il super film
- Sara Ciocca in Batman: Caped Crusader